# Касандро (комедия дел арте)
Вижте пояснителната страница за други значения на Касандра.
Касандро (на френски: Cassandre) е персонаж от италианската Комедия дел арте. Той е старец като Дотор Баландзоне и Панталоне. Обикновено е представен като баща или настойник на Коломбина или Изабела. Той иска да ожени дъщеря си за белобрад старец като него, но тя обича млад благородник. От 1780 г. насам в различни театри Касандра е представен като инженер, астролог, лекар и други.
Касандро е често лъган и подиграван. Той е герой и от по-късната пантомима. Въпреки това не получава популярността на другите герои от Комедия дел арте.